# موریل ۲۹۸۲
سیارک ۲۹۸۲ (به انگلیسی: 2982 Muriel، نامگذاری:1981JA3) دو هزار و نهصد و هشتاد و دومین سیارک کشف شده‌است که در ۶ مه ۱۹۸۱ کشف شد.
قدر مطلق سیارک برابر ۱۱٫۹۰ است.